# Zamek Aya
Zamek Aya (jap. 綾城 Aya-jō) – zamek w Japonii, w miejscowości Aya, w prefekturze Miyazaki. Znajduje się ok. 40 km na północny zachód od miasta Miyazaki.

## Historia
Budowa zamku Aya została rozpoczęta około 1331, a zakończyła się około 1334. Jego nazwa wywodzi się od człowieka nadzorującego budowę, który określał się jedynie imieniem "Aya" (w rzeczywistości nazywał się Koshiro Yoshito). 
Jego rodzina panowała nad zamkiem, aż do okresu Muromachi, gdy został on przejęty przez głowę klanu Itō. Następnie zamek został przejęty przez klan Shimazu z Kagoshimy po ich zwycięstwie nad Itō w 1557 roku. Otrzymał go jeden z wasali klanu Shimazu, Niiro Hisatoki. 
Dziesięć lat później zamek został na krótko zdobyty przez Hideyoshiego Toyotomi, jednak w 1615 został on zniszczony w wyniku dekretu sioguna, zgodnie z którym w domenie mógł być tylko jeden zamek.
Donżon (tenshu) zamku został odbudowany w 1985 z drewna, w oparciu o obrazy innych zamków z tamtego okresu. Mieści się w nim muzeum, w którym wystawiane są przedmioty związane z historią zamku.